# Agustín Hurtado
Agustín Hurtado (General Roca, Argentina; 28 de diciembre de 2000) es un futbolista argentino que juega como mediocampista en el Club Social y Deportivo General Roca.

## Inicios
Agustín Hurtado nació en la ciudad de General Roca ubicada en el norte de la Patagonia, en la margen norte del río Negro dentro de la microrregión del Alto Valle el 28 de diciembre de 1995. Quienes vieron crecer a Agustín en el Barrio Norte saben de su esfuerzo y sacrificio por cumplir su sueño de ser futbolista profesional. Lo recuerdan entrenándose en el Canal Grande, ejercitándose entre las avenidas San Juan y Mendoza con sus amigos y compañeros de infancia luego en su casa años después, cuando comenzó la pandemia, para mantenerse en forma.  

## Trayectoria

### Inicios
Hizo su debut como profesional el 14 de octubre de 2018 ante el Club Social y Deportivo Madryn por la Liga Deportiva Confluencia donde empató 2-2. El 20 de enero del 2019 anotó su primer gol como futbolista profesional ante el Club Cipolletti en el partido de vuelta de la primera fase de la Copa Argentina donde ganó 2-0 y terminó en un global de 5-1. En la siguiente fase paso con un global de 2-2 al Club Atlético Alvarado, tras esto su equipo estuvo entre los 64 clubes para el partido de los treintaidosavos de final y tras el sorteo se llevó a cabo el jueves 31 de enero en el Complejo Habitacional de Ezeiza de la AFA su equipo le tocó enfrentarse al Club Atlético Mitre. Hurtado participó el en el partido por los treintaidosavos de final donde perdió 1-0, jugo hasta el minuto 56 hasta que fue reemplazado por Luis Irizarre.
En 2020 fue prestado al Coquimbo Unido. Tras finalizar su contrato con el equipo chileno retornó al General Roca para unirse al plantel con miras a la Liga Deportiva Confluencia.

## Estadísticas

### Carrera
En la tabla se detallan los goles, asistencias y partidos jugados en las distintas competiciones nacionales e internacionales oficiales:
 Actualizado al último partido jugado el 24 de octubre de 2021.
| Club                             | Div.          | Temporada     | Liga  | Liga  | Liga   | Copas | Copas | Copas  | Internacional | Internacional | Internacional | Total | Total | Total  |
| Club                             | Div.          | Temporada     | Part. | Goles | Asist. | Part. | Goles | Asist. | Part.         | Goles         | Asist.        | Part. | Goles | Asist. |
| -------------------------------- | ------------- | ------------- | ----- | ----- | ------ | ----- | ----- | ------ | ------------- | ------------- | ------------- | ----- | ----- | ------ |
| Deportivo General Roca Argentina | 1.ª           | 2018-19       | 13    | 0     | 0      | 5     | 1     | 0      | -             | -             | -             | 18    | 1     | -      |
| Deportivo General Roca Argentina | Total club    | Total club    | 13    | 0     | 0      | 5     | 1     | 0      | -             | -             | -             | 18    | 1     | -      |
| Total carrera                    | Total carrera | Total carrera | 13    | 0     | 0      | 5     | 1     | 0      | -             | -             | -             | 18    | 1     | 0      |

## Perfil de jugador
Como defensa, Hurtado tiene su mayor cualidad en su buena colocación en el terreno de juego. También ha demostrado en algunas ocasiones capacidad como anotador. Entre sus mejores partidos puede destacarse ante el Club Cipolletti en el partido de vuelta de la primera fase de la Copa Argentina.